# Nekrolog 1837
Nekrolog
◄◄
| ◄
| 1833
| 1834
| 1835
| 1836
| 1837 | 1838 | 1839 | 1840 | 1841 | ► | ►►
Weitere Ereignisse | Allgemeiner Nekrolog 1837
Die Beschreibung der verstorbenen Person sollte so kurz wie möglich gehalten sein und nur deren signifikante Tätigkeit(en) enthalten.
Neue Namen ggf. auch unter dem Geburts- und Sterbedatum, also etwa unter 1. Januar und im Geburts- und Sterbejahr (2024) eintragen (nur bei entsprechender großer Wichtigkeit). Für Beispiele siehe die schon vorhandenen Artikel.
Außerdem über die fünf zuletzt Verstorbenen, zu denen es einen ausreichend guten Artikel für eine Präsentation auf der Hauptseite gibt, nach der todesbedingten Überarbeitung der Artikel ggf. auch unter Wikipedia Diskussion:Hauptseite informieren und sie am besten auch in den anderen Wikipedia-Sprachversionen eintragen. Tipp: Regelmäßig bei news.google.de nach „ist tot“, „gestorben“ oder „verstorben“ suchen.
Wenn eine Person gestorben ist, gibt es viele Seiten zu dieser Person in der Wikipedia, die davon auch betroffen sind und entsprechend aktualisiert werden müssen. Beispiele: Namenübersichtsseite, Geburtsjahr, Geburtsort-Seiten und viele mehr.
Wie finde ich die betroffenen Seiten?
Im Suchfeld auf der linken Seite gibt man den Suchbegriff so ein: „Vorname Nachname“. Dann klickt man auf Volltext und alle Seiten mit entsprechendem Suchtext werden aufgerufen. Hier sieht man dann schnell, wo auch das Todesjahr Sinn macht oder sogar ein Teil des Artikels angepasst werden muss. Auch hilft das „Werkzeug“ auf der linken Seite sehr gut, um solche Seiten aufzufinden: „Links auf diese Seite“. Somit ist die Wikipedia wieder aktuell in allen Bereichen! Hinweis: bei Eintragung der Kategorie „Gestorben JAHR“ wird der Missbrauchsfilter 49 ausgelöst, was jedoch nicht schlimm ist. Siehe: Spezial:Missbrauchsfilter/49
Dies ist eine Liste von im Jahr 1837 verstorbenen bekannten Persönlichkeiten. Die Einträge erfolgen innerhalb der einzelnen Daten alphabetisch sortiert. Tiere sind im Nekrolog für Tiere zu finden.

## Januar
| Tag        | Name                               | Beruf, bekannt als                                                                            | Alter | Beleg |
| ---------- | ---------------------------------- | --------------------------------------------------------------------------------------------- | ----- | ----- |
| 3. Januar  | Félix Lepeletier                   | Politiker während der Französischen Revolution und des Ersten Kaiserreiches (Empire français) | 69    |       |
| 4. Januar  | Anton von Rechberg                 | bayerischer General und Hofmeister                                                            | 60    |       |
| 5. Januar  | Johann Karl August Schuffenhauer   | deutscher Theologe und Philosoph                                                              | 76    |       |
| 6. Januar  | Abraham Van Vechten                | US-amerikanischer Jurist und Politiker                                                        | 74    |       |
| 7. Januar  | Franz Joseph Aloys Antony          | deutscher katholischer Geistlicher, Kirchenmusiker, Pädagoge und Autor                        | 46    |       |
| 7. Januar  | Curt von Stedingk                  | schwedischer Feldmarschall und Politiker                                                      | 90    |       |
| 8. Januar  | Wilhelm in Bayern                  | Wittelsbacher Adeliger und Statthalter                                                        | 84    |       |
| 9. Januar  | Karl Friedrich Gerhard Gruner      | deutscher Kaufmann und Politiker                                                              | 68    |       |
| 9. Januar  | Martin von Hochmeister             | Buchdrucker und Bürgermeister von Hermannstadt                                                | 69    |       |
| 9. Januar  | David Lukas Kühl                   | Bürgermeister von Stralsund                                                                   | 84    |       |
| 10. Januar | Johannes Weitzel                   | Schriftsteller, Verleger und Bibliothekar                                                     | 65    |       |
| 11. Januar | François Gérard                    | französischer Porträtmaler                                                                    | 66    |       |
| 12. Januar | Augustin Andreas Geyer             | deutscher katholischer Geistlicher und Fossiliensammler                                       | 62    |       |
| 12. Januar | Alfred Gomersal Vickers            | englischer Zeichner, Architekturmaler und Maler von Seebildern                                | 26    |       |
| 13. Januar | Gerhard Philipp Heinrich Norrmann  | deutscher Jurist und Hochschullehrer                                                          | 83    |       |
| 14. Januar | Urs Joseph Lüthi                   | Schweizer Schriftsteller, Jurist, Staatsmann und Politiker                                    | 71    |       |
| 15. Januar | Carl Erik Mannerheim               | finnischer Militär und Politiker                                                              | 77    |       |
| 15. Januar | Johann Hermann von Duhn            | Kaufmann und Ratsherr der Hansestadt Lübeck                                                   | 64    |       |
| 16. Januar | Ernest Krähmer                     | Oboist, Flötist, Komponist                                                                    | 41    |       |
| 16. Januar | Thomas Thynne                      | britischer Politiker                                                                          | 40    |       |
| 17. Januar | Franz Paul Scholz                  | deutscher Geistlicher, Naturforscher und Schriftsteller                                       | 64    |       |
| 17. Januar | Jakob Albrecht von Sienen          | deutscher Jurist                                                                              | 68    |       |
| 19. Januar | Samuel Gottlieb Vogel              | deutscher Mediziner                                                                           | 86    |       |
| 20. Januar | Adam Afzelius                      | schwedischer Botaniker                                                                        | 86    |       |
| 20. Januar | Carl Adolf von Carlowitz           | preußischer Generalleutnant                                                                   | 65    |       |
| 20. Januar | Johann Heinrich Scheibler          | deutscher Samt- und Seidenfabrikant, Musikakustiker                                           | 59    |       |
| 20. Januar | John Soane                         | britischer Architekt und Professor der Royal Academy                                          | 83    |       |
| 22. Januar | Johann Christian Jakob Schneider   | deutscher Mediziner                                                                           | 69    |       |
| 22. Januar | Juan Bautista Arriaza y Superviela | spanischer Staatsmann und Dichter                                                             | 66    |       |
| 23. Januar | John Field                         | irischer Komponist                                                                            | 54    |       |
| 23. Januar | Georg Karl von Sutner              | deutscher Beamter                                                                             | 73    |       |
| 24. Januar | Josiah Ogden Hoffman               | US-amerikanischer Jurist und Politiker                                                        | 70    |       |
| 24. Januar | Joseph Sabine                      | englischer Finanzbeamter und Botaniker                                                        | 66    |       |
| 25. Januar | Georg Wilhelm Sigismund Beigel     | deutscher Diplomat, Bibliothekar, Naturforscher und Mathematiker                              | 83    |       |
| 25. Januar | José Zepeda                        | nicaraguanischer Politiker, Director Supremo von Nicaragua (1835–1837)                        |       |       |
| 29. Januar | Johann Gregor Grotefend            | deutscher lutherischer Theologe                                                               | 70    |       |
| 30. Januar | Gottfried Daniel Krummacher        | preußischer reformierter Theologe                                                             | 62    |       |
| Januar     | Francesco Maria Appendini          | italienischer Philologe und Historiker                                                        | 68    |       |

## Februar
| Tag         | Name                                                  | Beruf, bekannt als                                                             | Alter | Beleg |
| ----------- | ----------------------------------------------------- | ------------------------------------------------------------------------------ | ----- | ----- |
| 1. Februar  | Edward Donovan                                        | britischer Zeichner und Zoologe                                                |       |       |
| 1. Februar  | Friedrich Franz I.                                    | Großherzog von Mecklenburg (1785–1837)                                         | 80    |       |
| 2. Februar  | Georg Ludwig Hartig                                   | deutscher Forstwissenschaftler                                                 | 72    |       |
| 2. Februar  | Johann Gottlob Heynig                                 | deutscher Philosoph, Historiker und Publizist                                  | 64    |       |
| 2. Februar  | Eleasar Löw                                           | polnischer Rabbiner und Talmudgelehrter                                        |       |       |
| 2. Februar  | Friedrich Ernst Christian Oertling                    | deutscher Pastor, Schriftsteller, Kartograph und Zeichner                      | 79    |       |
| 3. Februar  | René-Nicolas Dufriche Desgenettes                     | französischer Militärarzt                                                      | 74    |       |
| 3. Februar  | Maria vom heiligen Ignatius                           | französische katholische Ordensgründerin und Ordensfrau                        | 62    |       |
| 3. Februar  | Theophilus Friedrich Rothe                            | deutscher Jurist                                                               | 51    |       |
| 3. Februar  | Karl Söffner                                          | deutscher Jurist                                                               | 63    |       |
| 4. Februar  | John Latham                                           | britischer Arzt, Ornithologe, Naturforscher und Autor                          | 96    |       |
| 5. Februar  | James Cervetto                                        | britischer Violoncellist und Komponist                                         |       |       |
| 5. Februar  | Benignus Espiard von Colonge                          | bayerischer General, französischer Herkunft                                    | 82    |       |
| 5. Februar  | Johann Gottfried Schmeisser                           | deutscher Apotheker, Chemiker, Naturwissenschaftler                            | 69    |       |
| 7. Februar  | Friedrich Franz Wilhelm Brunswig                      | deutscher Veterinärmediziner                                                   |       |       |
| 7. Februar  | Gustav IV. Adolf                                      | König von Schweden (1792–1809)                                                 | 58    |       |
| 9. Februar  | Johann Gildemeister                                   | Bremer Ratsherr und Kaufmann                                                   | 83    |       |
| 9. Februar  | Karl Christian Kohlschütter                           | deutscher Rechtswissenschaftler und sächsischer Verwaltungsjurist              | 73    |       |
| 9. Februar  | Diederich Christian Ludwig Witting                    | deutscher Baumeister und hannoverscher Baubeamter                              |       |       |
| 10. Februar | Christian Gottlob August Bergt                        | deutscher Organist und Komponist                                               | 65    |       |
| 10. Februar | Johann Peter Ommerborn                                | deutscher katholischer Pfarrer                                                 | 75    |       |
| 10. Februar | Alexander Sergejewitsch Puschkin                      | russischer Autor und Dichter                                                   | 37    |       |
| 11. Februar | Albrecht Anton Adolph Hofmann                         | deutscher Jurist und Beamter                                                   | 78    |       |
| 11. Februar | Leonhard Wächter                                      | deutscher Schriftsteller                                                       | 74    |       |
| 12. Februar | François Barbé-Marbois                                | französischer Politiker                                                        | 92    |       |
| 12. Februar | Ludwig Börne                                          | deutscher Journalist, Literatur- und Theaterkritiker                           | 50    |       |
| 12. Februar | Carl Traugott Kreyßig                                 | deutscher Jurist                                                               | 50    |       |
| 12. Februar | Wilhelm Karl Ferdinand von Schleinitz                 | deutscher Politiker                                                            | 80    |       |
| 12. Februar | Edward Turner                                         | englischer Chemiker                                                            |       |       |
| 13. Februar | Mariano José de Larra                                 | spanischer Schriftsteller und Journalist                                       | 27    |       |
| 14. Februar | Johann Heinrich Gottlieb Streitwolf                   | deutscher Holzblasinstrumentenbauer und Komponist                              | 57    |       |
| 15. Februar | August Wilhelm Grüneberg                              | deutscher Orgelbauer                                                           | 49    |       |
| 15. Februar | Andreas von Riedel                                    | österreichischer Politiker                                                     | 88    |       |
| 16. Februar | Wilhelm Ludwig Leopold Reinhard Freiherr von Berstett | badischer Staatsmann und Ministerpräsident                                     | 67    |       |
| 16. Februar | Johann Ludwig Klüber                                  | deutscher Rechtswissenschaftler und Publizist                                  | 74    |       |
| 16. Februar | Gottfried Reinhold Treviranus                         | deutscher Arzt und Naturforscher                                               | 61    |       |
| 17. Februar | Johann Gottlieb Blümner                               | deutscher Beamter                                                              | 73    |       |
| 17. Februar | Johann Baptist von Lampi der Jüngere                  | österreichischer Porträt- und Historienmaler                                   | 61    |       |
| 18. Februar | Augusta von Goldstein                                 | deutsche Schriftstellerin                                                      | 72    |       |
| 18. Februar | Gottlieb Leo                                          | Jurist am Stadt- und Kreisgerichtdeutscher und Bürgermeister von Aschaffenburg | 50    |       |
| 18. Februar | William Reed                                          | US-amerikanischer Politiker                                                    | 60    |       |
| 19. Februar | Georg Büchner                                         | deutscher Schriftsteller, Naturwissenschaftler und Revolutionär                | 23    |       |
| 19. Februar | Thomas Burgess                                        | englischer Autor und Philosoph                                                 |       |       |
| 19. Februar | Salomon Pinhas                                        | deutscher Miniaturmaler und Radierer                                           |       |       |
| 20. Februar | Gerhard Bernhard van Haar                             | deutscher Lehrer und Großvater von Friedrich Engels                            | 76    |       |
| 20. Februar | Ernst Häußler                                         | deutscher Sänger, Komponist und Musiklehrer                                    | 76    |       |
| 20. Februar | Thomas Kirker                                         | Gouverneur von Ohio                                                            |       |       |
| 20. Februar | Franz Anton von Neveu                                 | deutscher Oberforstmeister und Gutsbesitzer                                    | 55    |       |
| 21. Februar | Boniface Louis André de Castellane                    | französischer General und Pair von Frankreich                                  | 78    |       |
| 21. Februar | Johann Isaak von Gerning                              | deutscher Schriftsteller, Sammler und Diplomat                                 | 69    |       |
| 21. Februar | Peter Joseph Valckenberg                              | Weinhändler und Bürgermeister von Worms                                        | 72    |       |
| 22. Februar | Karl Christian Daniel Baurschmidt                     | deutscher evangelischer Geistlicher und Pädagoge                               | 75    |       |
| 22. Februar | Johann Karl Lavater                                   | deutscher Kaufmann und Abgeordneter                                            | 68    |       |
| 22. Februar | Adolf Friedrich von Scheve                            | deutscher Jurist                                                               | 84    |       |
| 23. Februar | Karl von Doblhoff-Dier                                | österreichischer Musiker und Komponist                                         | 74    |       |
| 23. Februar | Wolfgang von Goldner                                  | deutscher Jurist und Diplomat                                                  |       |       |
| 23. Februar | Friedrich Ludwig Weidig                               | deutscher evangelischer Pfarrer und Lehrer                                     | 46    |       |
| 23. Februar | Anton von Wienskowski                                 | preußischer Generalmajor                                                       | 70    |       |
| 24. Februar | Christian Gottlieb Deckmann                           | deutscher Chirurg, Anatom und Hochschullehrer                                  | 38    |       |
| 25. Februar | Caspar Freusberg                                      | Landrat Kreis Bilstein bzw. Olpe                                               | 72    |       |
| 25. Februar | Frédéric-Séraphin de La Tour du Pin Gouvernet         | französischer Offizier, Beamter und Diplomat                                   | 78    |       |

## März
| Tag      | Name                                     | Beruf, bekannt als | Alter | Beleg |
| -------- | ---------------------------------------- | --- | ----- | ----- |
| 2. März  | Charlotte Sophie Henriette Meyer         | deutsche Mörderin, letzte in Berlin öffentlich hingerichtet Person                                                                               |       |       |
| 2. März  | William Howe Mulcaster                   | britischer Marineoffizier |       |       |
| 3. März  | Viktor Joseph Dewora                     | deutscher katholischer Geistlicher und Pädagoge                                                                                                  | 62    |       |
| 3. März  | Johann Conrad Sickel                     | sächsischer Jurist und Bürgermeister von Leipzig                                                                                                 | 67    |       |
| 6. März  | Johann Karl Sigmund Kiefhaber            | deutscher Beamter und Historiker | 74    |       |
| 6. März  | Juri Fjodorowitsch Lissjanski            | russischer Marineoffizier und Entdecker | 63    |       |
| 7. März  | Wolfgang Caspar Fikentscher              | deutscher Apotheker, Chemiefabrikant, Mitglied der Bayerischen Abgeordnetenkammer                                                                | 66    |       |
| 7. März  | William Haile                            | US-amerikanischer Politiker |       |       |
| 7. März  | Manthatulat                              | König von Luang Phrabang |       |       |
| 7. März  | Heinrich Rump                            | deutscher Pädagoge und bremer Stadtbibliothekar                                                                                                  | 68    |       |
| 7. März  | Domingos de Sequeira                     | portugiesischer Maler, Radierer und Lithograf | 68    |       |
| 8. März  | Wilhelm Benecke                          | deutscher Handelsschriftsteller | 60    |       |
| 8. März  | Ludwig Sello                             | Königlicher Hofgärtner in Sanssouci | 62    |       |
| 8. März  | Johann Bartholomäus Trommsdorff          | deutscher Apotheker | 66    |       |
| 9. März  | Samuel M. Hopkins                        | US-amerikanischer Jurist und Politiker | 64    |       |
| 10. März | Johann Heinrich Bremi                    | Schweizer Altphilologe | 64    |       |
| 10. März | Henry Thomas Colebrooke                  | britischer Indologe, Präsident der Asiatischen Gesellschaft                                                                                      | 71    |       |
| 11. März | Karl Friedrich Franciscus von Steinmetz  | preußischer Generalleutnant und Kartograf | 68    |       |
| 12. März | Franz Ackermann                          | badischer Verwaltungsbeamter und Konsul | 58    |       |
| 15. März | William Cox                              | Soldat und australischer Pionier | 72    |       |
| 15. März | Pierre Corneille van Geel                | Priester, Polemiker und Botaniker | 40    |       |
| 16. März | François-Xavier-Pascal Fabre             | französischer Maler | 70    |       |
| 16. März | Ignaz Kollmann                           | österreichischer Schriftsteller, Skriptor, Redakteur/Journalist, Dramatiker/Librettist und Maler                                                 | 62    |       |
| 17. März | Marie von Erdődy                         | österreichische Adlige | 58    |       |
| 18. März | Francis Jacob Harper                     | US-amerikanischer Politiker | 37    |       |
| 18. März | Dominique Dufour de Pradt                | französischer Schriftsteller, Diplomat und Erzbischof                                                                                            | 77    |       |
| 19. März | Christian Adam Dann                      | deutscher, evangelischer Pfarrer und Tierschützer                                                                                                | 78    |       |
| 19. März | Otto Christian Friedrich Kuhfahl         | deutscher Pädagoge | 68    |       |
| 19. März | Jeremiah McLene                          | US-amerikanischer Politiker |       |       |
| 19. März | Joseph von Theobald                      | Chef des Geniekorps | 64    |       |
| 19. März | Joseph C. Yates                          | US-amerikanischer Politiker | 68    |       |
| 20. März | Wilhelm                                  | preußischer Generalmajor und hessischer Abgeordneter                                                                                             | 78    |       |
| 21. März | Christian Gottlieb                       | nassauischer Gutsbesitzer und Landtagsabgeordneter                                                                                               | 52    |       |
| 21. März | Friedrich Christian Heylmann             | holsteinischer Architekt | 65    |       |
| 21. März | Ber Ulmo                                 | Sohn von Jonas Ulmo, dessen Amtsnachfolger als Vorsitzender der jüdischen Gemeinde von Pfersee, Beschneider, praktischer Arzt und Wechselhändler |       |       |
| 22. März | Gottfried Bandhauer                      | deutscher Architekt und Konstrukteur des Klassizismus in Anhalt-Köthen                                                                           | 47    |       |
| 22. März | Karl Gustav Himly                        | deutscher Augenarzt | 64    |       |
| 22. März | Karl Christian von Mann genannt Tiechler | deutscher Jurist und Herausgeber | 63    |       |
| 24. März | Édouard Thomas Burgues de Missiessy      | französischer Admiral | 80    |       |
| 24. März | Adolph Carl von Humbracht                | deutscher Patrizier und Politiker | 84    |       |
| 25. März | Johann Heinrich Christian Barby          | deutscher Pädagoge und Philologe | 71    |       |
| 25. März | Joaquín Lorenzo Villanueva               | spanischer Geistlicher, Politiker und Schriftsteller                                                                                             | 79    |       |
| 26. März | Joseph Anton Helfrich                    | deutscher katholischer Priester, Domkapitular in Bamberg                                                                                         | 75    |       |
| 26. März | Joseph Linke                             | deutsch-österreichischer Cellist und Komponist                                                                                                   | 53    |       |
| 26. März | Charles Nicholson                        | britischer Flötist |       |       |
| 27. März | Pierre Coudrin                           | französischer Priester und Ordensgründer | 69    |       |
| 27. März | Maria Fitzherbert                        | Ehefrau von König Georg IV. von England | 80    |       |
| 27. März | Thomas Thynne, 2. Marquess of Bath       | britischer Adliger und Politiker | 72    |       |
| 28. März | Benjamin Adams                           | US-amerikanischer Politiker | 72    |       |
| 29. März | Tranquillo Mollo                         | italienischer Kunsthändler und Kunstverleger in Wien                                                                                             | 69    |       |
| 31. März | John Constable                           | britischer Landschaftsmaler | 60    |       |
| 31. März | Johann Christian Oeder                   | deutscher Kaufmann |       |       |

## April
| Tag       | Name                                               | Beruf, bekannt als                                                                        | Alter | Beleg |
| --------- | -------------------------------------------------- | ----------------------------------------------------------------------------------------- | ----- | ----- |
| 1. April  | Otto Magnus von Stackelberg                        | estländischer Archäologe und Künstler                                                     | 50    |       |
| 1. April  | Karoline Stahl                                     | deutsche Schriftstellerin und Pädagogin                                                   | 60    |       |
| 2. April  | Martin Widerer                                     | bayerischer Jurist und Kommunalpolitiker                                                  | 65    |       |
| 3. April  | Benjamin Christoph Gimmerthal                      | deutscher evangelischer Geistlicher                                                       | 67    |       |
| 3. April  | Adriaan Paets van Troostwijk                       | niederländischer Chemiker                                                                 | 85    |       |
| 3. April  | August von Oertzen                                 | Präsident der Kammer und Minister in Mecklenburg-Strelitz                                 | 59    |       |
| 3. April  | Friedrich Heinrich Christian Schwarz               | deutscher Theologe und Pädagoge                                                           | 70    |       |
| 4. April  | Christian Ernst Stölzel                            | deutscher Maler, Radierer und Kupferstecher                                               | 45    |       |
| 6. April  | Teresa Bandettini                                  | italienische Poetin und Tänzerin                                                          | 73    |       |
| 8. April  | Wilhelm Ludwig Dietz                               | badischer Ministerialbeamter                                                              |       |       |
| 8. April  | Heinrich von L’Estocq                              | preußischer Offizier, zuletzt Generalmajor und Träger des Ordens Pour le Mérite           | 81    |       |
| 8. April  | Gustav Ludwig Ferdinand Raabe                      | deutscher General der Artillerie                                                          | 62    |       |
| 8. April  | Friedrich Karl zu Sayn-Wittgenstein-Hohenstein     | deutscher Fürst                                                                           | 71    |       |
| 9. April  | Polly Cuninghame                                   | niederländische Balletttänzerin                                                           | 51    |       |
| 9. April  | Domenico Quaglio                                   | Architekturmaler der deutschen Romantik                                                   | 50    |       |
| 10. April | Willis Alston                                      | US-amerikanischer Politiker                                                               |       |       |
| 10. April | Hans Ernst Bütemeister                             | deutscher Beamter                                                                         | 86    |       |
| 10. April | Anton Lumpert                                      | österreichischer Politiker und Kriminalrat                                                | 79    |       |
| 10. April | Thomas Weld                                        | Kardinal der katholischen Kirche                                                          | 64    |       |
| 12. April | Abner Lacock                                       | US-amerikanischer Politiker                                                               | 66    |       |
| 13. April | Johann Heinrich Gottlieb Heusinger                 | deutscher Lehrer und Philosoph                                                            | 70    |       |
| 13. April | Sebastian Scharnagel                               | deutscher Maler                                                                           | 45    |       |
| 13. April | Kasimir Walchner                                   | deutscher Redakteur und Jurist                                                            | 63    |       |
| 15. April | George Fludyer                                     | englischer Parlamentarier                                                                 | 75    |       |
| 16. April | Marguerite Félicité Isidore Freifrau von Eberstein | deutscher Stifterin                                                                       | 66    |       |
| 16. April | Friedrich Wilhelm Karl Franz von Anhalt            | preußischer Generalmajor                                                                  | 67    |       |
| 16. April | Salomon Hess                                       | Schweizer historischer Schriftsteller und Pfarrer                                         | 74    |       |
| 17. April | Joseph Anderson                                    | US-amerikanischer Politiker                                                               | 79    |       |
| 17. April | Emil Friedrich I.                                  | Landesherr über die Grafschaft Bentheim                                                   | 71    |       |
| 17. April | Louise Weyland                                     | bayerische Hofrätin, Erzieherin König Ludwig I. von Bayern und seiner Geschwister         | 78    |       |
| 18. April | Giovanni Migliara                                  | italienischer Maler                                                                       | 51    |       |
| 19. April | Jean Pierre Frédéric Ancillon                      | preußischer Staatsmann, Philosoph und Erzieher des späteren Königs Friedrich Wilhelms IV. | 69    |       |
| 19. April | Fabian Gottlieb von der Osten-Sacken               | russischer Feldmarschall                                                                  | 84    |       |
| 20. April | Bernhard von Scheibler                             | preußischer Landrat und belgischer Kommissar für Neutral-Moresnet                         | 52    |       |
| 20. April | Reinhard Woltman                                   | deutscher Wasserbauingenieur                                                              | 79    |       |
| 21. April | Michael von Erdelyi                                | österreichischer Tierarzt und Hochschullehrer                                             | 54    |       |
| 22. April | Günther Friedrich Carl I.                          | Fürst von Schwarzburg-Sondershausen                                                       | 76    |       |
| 22. April | David Brydie Mitchell                              | US-amerikanischer Politiker                                                               | 70    |       |
| 22. April | Gustav Christian Friedrich Scholl                  | deutscher Jurist und Politiker                                                            | 38    |       |
| 25. April | Gottfried Konrad Hecht                             | deutscher Beamter und Botaniker                                                           | 65    |       |
| 25. April | Leopold von Plessen                                | Präsident des Geheimen Rates und (Erster) Minister in Mecklenburg-Schwerin                | 68    |       |
| 27. April | Friedrich August von Ausin                         | preußischer Beamter und bayerischer Geheimrat                                             | 79    |       |
| 27. April | Friedrich Wilhelm Hagen                            | deutscher Geistlicher und Pädagoge                                                        | 70    |       |
| 27. April | Heinrich Schmelka                                  | deutscher Theaterschauspieler                                                             | 59    |       |
| 28. April | Wilhelm Schumacher                                 | deutscher Schriftsteller und Zeitungsverleger                                             | 37    |       |
| 28. April | Joseph Souham                                      | französischer General                                                                     | 76    |       |
| 29. April | Karl Wünsch                                        | deutscher Jurist                                                                          | 44    |       |
| 30. April | Wilhelm Birett                                     | deutscher Buchhändler                                                                     | 43    |       |
| 30. April | Louise Eleonore zu Hohenlohe-Langenburg            | Herzogin von Sachsen-Meiningen                                                            | 73    |       |

## Mai
| Tag     | Name                                | Beruf, bekannt als                                                                        | Alter | Beleg |
| ------- | ----------------------------------- | ----------------------------------------------------------------------------------------- | ----- | ----- |
| 1. Mai  | Johann Ludwig Tiarks                | deutscher Astronom                                                                        | 47    |       |
| 1. Mai  | Wolodymyr Zych                      | ukrainischer Historiker, Professor und Universitätsrektor                                 | ≈31   |       |
| 4. Mai  | Anton Thomas                        | Bürgermeister                                                                             | 59    |       |
| 5. Mai  | Niccolò Antonio Zingarelli          | neapolitanischer Komponist                                                                | 85    |       |
| 6. Mai  | Jacob Christoph Rudolph Eckermann   | deutscher Theologe und Hochschullehrer                                                    | 82    |       |
| 6. Mai  | Johann Christian Adam Gerhard       | deutscher Orgelbauer                                                                      | 56    |       |
| 6. Mai  | Karl August von Schütz              | preußischer Beamter                                                                       | 60    |       |
| 7. Mai  | Sidonie Voitus                      | deutsche Sängerin (Sopran) sowie Mitbegründerin und Vorsteherin der Berliner Singakademie |       |       |
| 8. Mai  | Robert Heriot Barclay               | britischer Marineoffizier                                                                 | 50    |       |
| 8. Mai  | James Cockerill                     | deutscher Unternehmer                                                                     | 50    |       |
| 8. Mai  | August von Einsiedel                | deutscher Philosoph und Naturforscher                                                     | 83    |       |
| 10. Mai | Georg Karl Friedrich Emmrich        | deutscher evangelischer Geistlicher und Pädagoge                                          | 64    |       |
| 10. Mai | Christian August Fürchtegott Hayner | deutscher Arzt und Psychiater                                                             | 61    |       |
| 15. Mai | Maximiliane Borzaga                 | deutsche Schönheit in der Schönheitengalerie Ludwig I.                                    |       |       |
| 15. Mai | Carl von Oertzen                    | Verwaltungsbeamter und mecklenburgischer Rittergutsbesitzer                               | 48    |       |
| 17. Mai | Joseph Löhner                       | böhmischer Jurist und Landwirt                                                            | 70    |       |
| 18. Mai | Andreas von Dippel                  | bayerischer Bergrat und Landtagsabgeordneter                                              | 64    |       |
| 18. Mai | Marguerite Gérard                   | französische Malerin und Radiererin                                                       | 76    |       |
| 18. Mai | Hans Christian Lyngbye              | dänischer Pfarrer und Botaniker                                                           | 54    |       |
| 19. Mai | Antonio Rolla                       | italienischer Violinvirtuose                                                              | 39    |       |
| 20. Mai | Johan Afzelius                      | schwedischer Naturforscher                                                                | 83    |       |
| 20. Mai | Alexander Dmitrijewitsch Balaschow  | russischer Militär und Politiker                                                          | 66    |       |
| 20. Mai | Friedrich von Hessen-Kassel         | Landgraf von Hessen-Rumpenheim, Prinz von Hessen-Kassel                                   | 89    |       |
| 23. Mai | Johann Wilhelm Hoßfeld              | deutscher Forstwissenschaftler und Mathematiker                                           | 68    |       |
| 24. Mai | Wilhelm Dietrich Hermann Flebbe     | deutscher Beamter                                                                         | 81    |       |
| 24. Mai | Karl Ernst Adolf von Hoff           | deutscher Naturforscher und Geologe                                                       | 65    |       |
| 24. Mai | Joseph Anton von Mussinan           | deutscher Jurist und Beamter                                                              | 70    |       |
| 25. Mai | Johann Evangelist Brandl            | deutscher Komponist und Geiger                                                            | 76    |       |
| 25. Mai | Carl Gottfried Theodor Chladenius   | deutscher Jurist und Bürgermeister                                                        | 77    |       |
| 25. Mai | Johann Andreas Matthias             | deutscher Theologe und Pädagoge                                                           | 76    |       |
| 28. Mai | Friedrich Carl August Rücker        | deutscher Buchhändler und Verleger                                                        | 63    |       |
| 30. Mai | Johann Gottlieb Lehmann             | deutscher Pädagoge und Philologe                                                          | 55    |       |
| 30. Mai | Johann Wilhelm Metzler              | deutscher Jurist und Politiker                                                            | 81    |       |
| 31. Mai | Joseph Grimaldi                     | englischer Pantomime und Clown                                                            | 58    |       |
| 31. Mai | Johann Emanuel Wyss                 | Schweizer Maler und Zeichner                                                              | 54    |       |

## Juni
| Tag      | Name                                       | Beruf, bekannt als                                                                     | Alter | Beleg |
| -------- | ------------------------------------------ | -------------------------------------------------------------------------------------- | ----- | ----- |
| 1. Juni  | Jost Bernhard Häfliger                     | Schweizer katholischer Geistlicher und Mundartdichter                                  | 77    |       |
| 2. Juni  | Aloys Wagner                               | deutscher katholischer Geistlicher                                                     | 66    |       |
| 3. Juni  | Rudolf Abraham von Schiferli               | Schweizer Chirurg und Professor                                                        | 61    |       |
| 4. Juni  | Leopold Friedrich von Kleist               | preußischer Offizier und Postmeister                                                   | 57    |       |
| 6. Juni  | Adrien de Montmorency-Laval                | französischer Militär und Diplomat                                                     | 68    |       |
| 6. Juni  | Diego Portales Palazuelos                  | chilenischer Minister                                                                  | 43    |       |
| 6. Juni  | Karl Friedrich Sick                        | württembergischer Ökonomierat und Hofrat                                               | 57    |       |
| 7. Juni  | Johannes Wilhelmus Timpe                   | Orgelbauer                                                                             |       |       |
| 7. Juni  | Gotthilf August von Maltitz                | deutscher Schriftsteller                                                               | 42    |       |
| 9. Juni  | Johann Friedrich Philipp Engelhart         | deutscher Chemiker                                                                     | 40    |       |
| 9. Juni  | Theodor Gottlieb Carl Keyßner              | deutscher evangelischer Geistlicher und Pädagoge                                       | 80    |       |
| 9. Juni  | Anna Maria Taigi                           | italienische Heilige und Mystikerin                                                    | 68    |       |
| 11. Juni | Antonín Langweil                           | böhmischer Lithograf, Bibliothekar, Maler und Modellbauer                              | 45    |       |
| 12. Juni | Carl Friedrich Ernst Frommann              | deutscher Verleger                                                                     | 71    |       |
| 12. Juni | Amos Slaymaker                             | US-amerikanischer Politiker                                                            | 82    |       |
| 14. Juni | Giacomo Leopardi                           | italienischer Dichter                                                                  | 38    |       |
| 14. Juni | Eduard Karl Rösicke                        | deutscher Theaterschauspieler, Komiker und Theaterregisseur                            | 47    |       |
| 16. Juni | Valentino Fioravanti                       | italienischer Komponist                                                                | 72    |       |
| 16. Juni | August von Rode                            | deutscher Schriftsteller, Beamter und Politiker                                        | 85    |       |
| 16. Juni | Jean Grégoire Barthélemy Rouger de Laplane | französischer Divisionsgeneral der Infanterie                                          | 70    |       |
| 18. Juni | Pietro Francesco Galleffi                  | italienischer Geistlicher, Kardinal der römisch-katholischen Kirche                    | 66    |       |
| 18. Juni | Carl Christian Horvath                     | Buchhändler, Gründer des deutschen Börsenvereins der Buchhändler zu Leipzig            | 85    |       |
| 18. Juni | Gottlieb Emanuel Wysard                    | Schweizer Porträt- und Trachtenmaler                                                   | 48    |       |
| 19. Juni | Alexander Alexandrowitsch Bestuschew       | russischer Schriftsteller                                                              | 39    |       |
| 20. Juni | Giovanni Furno                             | italienischer Komponist und Musikpädagoge                                              | 89    |       |
| 20. Juni | Wilhelm IV.                                | König des Vereinigten Königreichs von Großbritannien und Irland und König von Hannover | 71    |       |
| 21. Juni | Justus Erich Walbaum                       | deutscher Typograf, Schriftgießer und Stempelschneider                                 | 69    |       |
| 22. Juni | William Smith                              | US-amerikanischer Politiker                                                            | 85    |       |
| 23. Juni | Johannes Hess                              | deutscher Botaniker und Bibliothekar                                                   | 50    |       |
| 24. Juni | Henry Thynne, 3. Marquess of Bath          | britischer Adliger, Politiker und Marineoffizier                                       | 40    |       |
| 26. Juni | Karl Christian Gmelin                      | deutscher Botaniker und Naturforscher                                                  | 75    |       |
| 28. Juni | Gustav Köpke                               | deutscher Altphilologe                                                                 | 63    |       |
| 28. Juni | Philipp Veith                              | deutscher Landschaftsmaler und Stecher                                                 | 69    |       |
| 28. Juni | Sebastian Windprecht                       | Buchhändler, Antiquar                                                                  |       |       |
| 29. Juni | Aloys Hirt                                 | deutscher Archäologe                                                                   | 78    |       |
| 29. Juni | Jakob Lenk von Wolfsberg                   | österreichischer Offizier                                                              | 70    |       |
| 29. Juni | Nathaniel Macon                            | US-amerikanischer Politiker                                                            | 79    |       |

## Juli
| Tag      | Name                               | Beruf, bekannt als                                            | Alter | Beleg |
| -------- | ---------------------------------- | ------------------------------------------------------------- | ----- | ----- |
| 2. Juli  | Étienne-Gaspard Robert             | belgischer Zauberkünstler und Entwickler der Phantasmagoria   | 74    |       |
| 4. Juli  | Siegmund Friedrich Gehres          | badischer Beamter und Autor historischer Werke                | 76    |       |
| 5. Juli  | Christian Friedrich Ludwig Albinus | deutscher Justizrat und Philanthrop                           | 66    |       |
| 5. Juli  | Vincenzo Riolo                     | italienischer Maler                                           | 65    |       |
| 6. Juli  | Louise Müller                      | österreichische Sängerin (Sopran)                             |       |       |
| 7. Juli  | Georg Ludwig von Anns              | deutscher Kaufmann                                            | 76    |       |
| 7. Juli  | Carl Heinrich Meyer                | deutscher Bratschist und Komponist                            | 52    |       |
| 7. Juli  | Joseph Teltscher                   | österreichischer Lithograph                                   | 36    |       |
| 8. Juli  | Georg August Spangenberg           | deutscher Mediziner und Kunstsammler                          | 57    |       |
| 9. Juli  | Job von Witzleben                  | preußischer Generalleutnant und Kriegsminister                | 53    |       |
| 10. Juli | Francisco Llambí                   | uruguayischer Politiker                                       | 49    |       |
| 11. Juli | Hans von Werder                    | preußischer Generalleutnant                                   | 66    |       |
| 16. Juli | Rudolph Bunner                     | US-amerikanischer Rechtsanwalt und Politiker                  | 57    |       |
| 18. Juli | Kasimir von Auer                   | preußischer Generalmajor                                      | 49    |       |
| 18. Juli | Niccolò Palmeri                    | italienischer Ökonom, Historiker und Politiker                | 58    |       |
| 19. Juli | Inga Åberg                         | schwedische Opernsängerin und Schauspielerin                  | ≈64   |       |
| 19. Juli | Agustín Eyzaguirre                 | chilenischer Politiker; Präsident von Chile (1823, 1826–1827) | 69    |       |
| 19. Juli | Franz Christoph Horn               | deutscher Romandichter und Literarhistoriker                  | 55    |       |
| 22. Juli | Johann Rütger Brüning              | Oberbürgermeister von Elberfeld                               | 61    |       |
| 22. Juli | Josef Aurel Stadler                | deutsch-österreichischer Agrarreformer                        | 58    |       |
| 23. Juli | Ascher Löw                         | Oberlandrabbiner in Baden und Talmudist                       |       |       |
| 24. Juli | Alphonse Bourquin                  | Schweizer Aufständischer                                      | 34    |       |
| 24. Juli | Robert Cocking                     | britischer Erfinder                                           |       |       |
| 25. Juli | Michail Iwanowitsch Lebedew        | russischer Maler                                              | 25    |       |
| 25. Juli | Rudolf Rebmann                     | Schweizer Landwirt und Politiker                              | 77    |       |
| 25. Juli | Louise Scheppler                   | Lehrerin                                                      | 73    |       |
| 27. Juli | Pablo Morillo                      | spanischer General                                            | 62    |       |
| 27. Juli | Philip R. Thompson                 | US-amerikanischer Politiker                                   | 71    |       |
| 28. Juli | Joseph Schubert                    | deutscher Violinist, Bratschist und Komponist                 | 82    |       |
| 29. Juli | Henry R. Storrs                    | US-amerikanischer Jurist und Politiker                        | 49    |       |
| 30. Juli | Johann Gottlieb Münch              | deutscher evangelischer Theologe und Hochschullehrer          | 62    |       |

## August
| Tag        | Name                                | Beruf, bekannt als                                                            | Alter | Beleg |
| ---------- | ----------------------------------- | ----------------------------------------------------------------------------- | ----- | ----- |
| 3. August  | Pius August in Bayern               | Herzog von Bayern                                                             | 51    |       |
| 6. August  | Johann Nepomuk Schelble             | deutscher Dirigent, Sänger und Pädagoge                                       | 48    |       |
| 6. August  | Paul Ludwig Schilling von Cannstatt | Orientalist, Druckpionier und Pionier der Telegrafie                          | 51    |       |
| 7. August  | William Woods                       | US-amerikanischer Politiker                                                   |       |       |
| 9. August  | Carl von Brühl                      | königlich-preußischer Wirklicher Geheimer Rat und Generalintendant der Museen | 65    |       |
| 10. August | Carlo Giuseppe Guglielmo Botta      | französischer Historiker und Politiker                                        | 70    |       |
| 10. August | John Williams                       | US-amerikanischer Politiker                                                   | 59    |       |
| 12. August | Pierre Laromiguière                 | französischer Philosoph                                                       | 80    |       |
| 16. August | William Daniell                     | britischer Maler                                                              |       |       |
| 16. August | John Floyd                          | US-amerikanischer Politiker                                                   | 54    |       |
| 16. August | Christian Ludwig Nitzsch            | deutscher Biologe                                                             | 54    |       |
| 16. August | Henry Olin                          | US-amerikanischer Politiker                                                   | 69    |       |
| 17. August | Gian Marchet Colani                 | Bündner Jäger, Bergsteiger und Büchsenmacher                                  | 65    |       |
| 18. August | Georg Bucher                        | Hauptmann und Schützenmajor im Tiroler Freiheitskampf                         | 63    |       |
| 18. August | Theodor Lehmus                      | protestantischer Theologe                                                     | 59    |       |
| 18. August | George Washington Owen              | US-amerikanischer Politiker                                                   | 40    |       |
| 19. August | Wilhelm Andreas Haase               | deutscher Mediziner                                                           | 53    |       |
| 20. August | Johann Heinrich Breimer             | Landtagsabgeordneter Großherzogtum Hessen                                     | 65    |       |
| 20. August | James Israel Standifer              | US-amerikanischer Politiker                                                   |       |       |
| 22. August | John Hamilton                       | US-amerikanischer Politiker                                                   | 82    |       |
| 22. August | Joseph Kerr                         | US-amerikanischer Politiker                                                   |       |       |
| 26. August | Jonathan Brace                      | US-amerikanischer Politiker                                                   | 82    |       |
| 26. August | Pedro Sarsfield                     | spanischer General                                                            | 55    |       |
| 27. August | Jacob Fehrmann                      | deutscher Maler                                                               |       |       |
| 28. August | Ferdinand Collmann                  | deutscher Maler                                                               | 74    |       |
| 28. August | Karl Ludwig Costenoble              | deutscher Schauspieler, Regisseur und Schriftsteller                          | 67    |       |
| 29. August | John Brown                          | US-amerikanischer Politiker                                                   | 79    |       |

## September
| Tag           | Name                                | Beruf, bekannt als                                                                         | Alter | Beleg |
| ------------- | ----------------------------------- | ------------------------------------------------------------------------------------------ | ----- | ----- |
| 2. September  | Franz Xaver Hackher zu Hart         | österreichischer k.u.k. Ingenieur-Oberst                                                   | 72    |       |
| 4. September  | Olaus Kellermann                    | dänischer klassischer Philologe und Epigraphiker                                           | 32    |       |
| 5. September  | Józef Boruwłaski                    | Hofzwerg                                                                                   | 97    |       |
| 5. September  | Justus Philipp Rommel               | deutscher evangelischer Theologe und Generalsuperintendent                                 | 83    |       |
| 11. September | Christian Gottlieb Reichard         | deutscher Kartograf und Geograph                                                           | 79    |       |
| 11. September | Gerolamo Staffieri                  | Schweizer Stuckateur und Bildhauer                                                         | 51    |       |
| 12. September | Cesare Brancadoro                   | italienischer Geistlicher, Erzbischof von Fermo, Kardinal                                  | 82    |       |
| 12. September | Friedrich August Rosen              | deutscher Orientalist und Sanskritist                                                      | 32    |       |
| 14. September | Agathon Fain                        | französischer Baron und Geheimsekretär Napoleons I.                                        | 59    |       |
| 15. September | Hjalmar Mörner                      | schwedischer Graf, Offizier, Zeichner, Maler, Radierer und Lithograf                       | 43    |       |
| 16. September | Filippo Buonarroti                  | italienischer Politiker und Publizist                                                      | 75    |       |
| 19. September | Seerp Gratama                       | niederländischer Rechtswissenschaftler                                                     | 79    |       |
| 20. September | Simon Speijert van der Eijk         | niederländischer Dichter, Mathematiker und Physiker                                        | 66    |       |
| 21. September | Georg Ludolf Dissen                 | deutscher klassischer Philologe                                                            | 52    |       |
| 21. September | Karl zu Mecklenburg                 | preußischer General der Infanterie und Schriftsteller                                      | 51    |       |
| 22. September | William George Horner               | englischer Mathematiker                                                                    | ≈41   |       |
| 24. September | Johann Friedrich Ludwig Göschen     | deutscher Rechtswissenschaftler                                                            | 59    |       |
| 24. September | Meriwether Lewis Randolph           | US-amerikanischer Pflanzer, Landspekulant und Politiker                                    | 27    |       |
| 24. September | Karl Friedrich Schäffer der Jüngere | deutscher Architekt des Klassizismus und Hochschullehrer an der Kunstakademie Düsseldorf   | 58    |       |
| 25. September | Vincenz Fohmann                     | deutscher Arzt, Anatom und Autor                                                           | 43    |       |
| 25. September | Georg von Porbeck                   | Beamter, Jurist, Gymnasiallehrer                                                           | 71    |       |
| 25. September | Isham Talbot                        | US-amerikanischer Politiker                                                                |       |       |
| 26. September | Dudley Farlin                       | US-amerikanischer Politiker                                                                | 60    |       |
| 26. September | Johann Friedrich Hunger             | deutscher Rechtswissenschaftler und Professor der Friedrich-Alexander-Universität Erlangen | 37    |       |
| 27. September | Ferdinand Fechtig von Fechtenberg   | Jurist und österreichischer Beamter                                                        | 80    |       |
| 27. September | Jacob Isler                         | Schweizer Kaufmann und Politiker                                                           | 79    |       |
| 27. September | François-Joseph d’Offenstein        | französischer Baron, General von Napoléon Bonaparte                                        | 77    |       |
| 28. September | David Barton                        | US-amerikanischer Politiker                                                                | 53    |       |
| 29. September | Anton Höfer                         | deutscher Lehrer und Kirchenmusiker                                                        | 72    |       |
| 30. September | Thomas Luny                         | britischer Maler                                                                           |       |       |
| September     | Francis Greenway                    | Architekt in der Kolonialzeit Australiens                                                  | 59    |       |

## Oktober
| Tag         | Name                                 | Beruf, bekannt als                                                          | Alter | Beleg |
| ----------- | ------------------------------------ | --------------------------------------------------------------------------- | ----- | ----- |
| 1. Oktober  | Robert Clark                         | US-amerikanischer Arzt und Politiker                                        | 60    |       |
| 2. Oktober  | Jodocus Schlappal                    | Kölner Zeichner, Lithograph und Verleger                                    |       |       |
| 3. Oktober  | Piter Poel                           | Patenkind des Großfürsten Peter, des späteren Zaren Peter III.              | 77    |       |
| 4. Oktober  | Jean-François Varlet                 | französischer Politiker und Revolutionär                                    | 73    |       |
| 4. Oktober  | Isaac Wilbour                        | US-amerikanischer Jurist und Politiker                                      | 74    |       |
| 5. Oktober  | Hortense de Beauharnais              | Königin von Holland und Mutter des Kaisers Napoléon III.                    | 54    |       |
| 5. Oktober  | Seth Storrs                          | Vermonter Politiker und Mitgründer des Middlebury Colleges                  | 81    |       |
| 5. Oktober  | Diedrich Uhlhorn                     | deutscher Erfinder der Kniehebelpresse                                      | 73    |       |
| 6. Oktober  | Jean-François Lesueur                | französischer Kirchenmusiker und Komponist                                  | 77    |       |
| 7. Oktober  | Thomas Griffin                       | US-amerikanischer Politiker                                                 |       |       |
| 7. Oktober  | Johann Heinrich Tieftrunk            | deutscher Philosoph                                                         |       |       |
| 8. Oktober  | Jean Pierre Barthélemy Rouanet       | französisch-deutscher Erzieher, Senator, Kanzlist, Schriftsteller           | 90    |       |
| 8. Oktober  | Georg Gottlieb Schmidt               | deutscher Mathematiker und Physiker                                         | 69    |       |
| 9. Oktober  | Oliver H. Prince                     | US-amerikanischer Politiker                                                 |       |       |
| 10. Oktober | Charles Fourier                      | französischer Gesellschaftstheoretiker                                      | 65    |       |
| 10. Oktober | Karl Peter von Theobald              | bayerischer Generalleutnant, Ritter des Max-Joseph-Ordens                   | 67    |       |
| 11. Oktober | Samuel Wesley                        | englischer Organist und Komponist                                           | 71    |       |
| 11. Oktober | Robert Witherspoon                   | US-amerikanischer Politiker                                                 | 70    |       |
| 12. Oktober | Rudolf Braendlin                     | Schweizer Unternehmer und Politiker                                         | 57    |       |
| 12. Oktober | Louis Dupré                          | französischer Maler                                                         | 48    |       |
| 12. Oktober | Akiba Eger                           | Rabbiner und talmudische Autorität                                          | 75    |       |
| 12. Oktober | Rosalie Wagner                       | deutsche Schauspielerin                                                     | 34    |       |
| 12. Oktober | Wilhelmine von Preußen               | durch Heirat Königin der Niederlande                                        | 62    |       |
| 16. Oktober | Archibald Austin                     | US-amerikanischer Politiker                                                 | 65    |       |
| 16. Oktober | Wilhelmine Berger                    | deutsche Theaterschauspielerin                                              | 32    |       |
| 16. Oktober | Matthieu Dumas                       | französischer General und Militärhistoriker                                 | 83    |       |
| 16. Oktober | Georg Christian Friedrich von Kameke | preußischer Generalleutnant                                                 | 67    |       |
| 16. Oktober | Erhard Friedrich Leuchs              | deutscher Redakteur und Agrarschriftsteller                                 | 37    |       |
| 17. Oktober | Johann Nepomuk Hummel                | österreichischer Komponist und Pianist                                      | 58    |       |
| 20. Oktober | Samuel Lawrence                      | US-amerikanischer Jurist und Politiker                                      | 64    |       |
| 20. Oktober | Daniel Gottlob Reymann               | deutscher Militärkartograph und Plankammer-Inspektor in Berlin              | 77    |       |
| 21. Oktober | Johann Jakob Jägle                   | deutscher Lyriker, Erzähler, Übersetzer und Verfasser geistlicher Schriften | 74    |       |
| 24. Oktober | Johann Christian Friedrich Steudel   | evangelisch-lutherischer Theologe                                           | 57    |       |
| 25. Oktober | Ignacio Sánchez de Tejada            | kolumbianischer Diplomat                                                    |       |       |
| 26. Oktober | Arthur Woolf                         | englischer Ingenieur und Erfinder                                           |       |       |
| 27. Oktober | Friedrich August Alexander Eversmann | preußischer Technologe, Bergbeamter und Publizist                           | 78    |       |
| 31. Oktober | Johann Friedrich Heinrich Effler     | deutscher evangelischer Geistlicher                                         | 65    |       |
| 31. Oktober | Noah Worcester                       | US-amerikanischer unitarischer Pfarrer, Friedensaktivist                    | 78    |       |

## November
| Tag          | Name                                | Beruf, bekannt als                                                                            | Alter | Beleg |
| ------------ | ----------------------------------- | --------------------------------------------------------------------------------------------- | ----- | ----- |
| 2. November  | Joseph Emanuel Hilscher             | österreichischer Dichter                                                                      | 31    |       |
| 2. November  | Thomas R. Mitchell                  | US-amerikanischer Politiker                                                                   | 54    |       |
| 3. November  | Franz von Graffenried               | Schweizer Politiker und Militärperson                                                         | 68    |       |
| 4. November  | Jean-Louis Alibert                  | französischer Mediziner                                                                       | 69    |       |
| 5. November  | Abraham Ascher                      | Rabbiner                                                                                      |       |       |
| 5. November  | Johann Peter Eduard von Löwenstern  | deutsch-baltischer Gutsbesitzer und Offizier in russischen Diensten, zuletzt als Generalmajor | 47    |       |
| 6. November  | Jonathan Karl Zenker                | deutscher Naturwissenschaftler                                                                | 38    |       |
| 7. November  | Elijah Parish Lovejoy               | US-amerikanischer Abolitionist                                                                | 34    |       |
| 8. November  | Anton von Könitz                    | deutscher Hauptmann und Politiker                                                             | 58    |       |
| 9. November  | Domenico De Simone                  | italienischer Kardinal                                                                        | 68    |       |
| 9. November  | Frédéric Monneron                   | französischsprachiger Schweizer Schriftsteller                                                | 24    |       |
| 9. November  | James Parker                        | US-amerikanischer Politiker                                                                   |       |       |
| 10. November | Ludwig Ramshorn                     | deutscher Klassischer Philologe und Gymnasiallehrer                                           | 68    |       |
| 11. November | George Wyndham, 3. Earl of Egremont | britischer Peer und Mäzen                                                                     | 85    |       |
| 12. November | Johann Conrad Wilhelm Mensing       | deutscher Offizier                                                                            | 72    |       |
| 13. November | Immanuel Baumann                    | Stadtschultheiß, MdL (Württemberg)                                                            | 37    |       |
| 13. November | François Joseph Rudler              | französischer Anwalt und Notar                                                                | 80    |       |
| 14. November | Karl Büchner                        | deutscher Buchhändler, Redakteur und Publizist                                                | 31    |       |
| 14. November | Carl Christoffer Gjörwell           | schwedischer Architekt                                                                        | 71    |       |
| 15. November | Thomas Pöschl                       | österreichischer katholischer Theologe und Sektengründer                                      | 68    |       |
| 16. November | Giorgio Doria Pamfilj Landi         | italienischer Geistlicher, Kardinal der römisch-katholischen Kirche                           | 64    |       |
| 16. November | Louis François Félix Musnier        | französischer General der Infanterie                                                          | 71    |       |
| 17. November | Carl Christoph von Bassewitz        | Mecklenburg-Schwerinscher Geheimer Kammerrat                                                  | 53    |       |
| 19. November | Carl Theodor Barth                  | deutscher Jurist und Publizist                                                                | 32    |       |
| 20. November | Honoré Muraire                      | französischer Jurist und Politiker                                                            | 87    |       |
| 22. November | August Friedrich Mouson             | deutscher Unternehmer                                                                         | 69    |       |
| 24. November | Joseph Kent                         | US-amerikanischer Politiker                                                                   | 58    |       |
| 27. November | Friedrich Wilhelm Döring            | deutscher klassischer Philologe                                                               | 81    |       |
| 28. November | Claude-Étienne Guyot                | französischer Divisionsgeneral der Kavallerie                                                 | 69    |       |

## Dezember
| Tag          | Name                                              | Beruf, bekannt als                                                   | Alter | Beleg |
| ------------ | ------------------------------------------------- | -------------------------------------------------------------------- | ----- | ----- |
| 3. Dezember  | John Fearn                                        | britischer Philosoph                                                 |       |       |
| 5. Dezember  | Cesare Nembrini Pironi Gonzaga                    | italienischer Geistlicher, Bischof von Ancona und Kardinal           | 69    |       |
| 5. Dezember  | Viktor Friedrich Sandberger                       | württembergischer Oberamtmann                                        | 68    |       |
| 6. Dezember  | Anton Josef Leeb                                  | österreichischer Politiker                                           | 68    |       |
| 6. Dezember  | Friedrich August Ludwig von der Marwitz           | preußischer General und Politiker                                    | 60    |       |
| 7. Dezember  | Alfred Johannot                                   | französischer Kupferstecher und Maler                                | 37    |       |
| 7. Dezember  | Josef von Teng                                    | Bürgermeister von München                                            | 51    |       |
| 8. Dezember  | Carl von Hagen                                    | preußischer Offizier, Kommunalpolitiker und Landrat                  | 57    |       |
| 11. Dezember | Henri-Alexandre Tessier                           | französischer Mediziner und Agronom                                  | 96    |       |
| 12. Dezember | Theodor Friedrich Ludwig Nees von Esenbeck        | deutscher Botaniker und Pharmakologe                                 | 50    |       |
| 14. Dezember | Eduard Marx                                       | Bruder von Karl Marx                                                 | 11    |       |
| 15. Dezember | Isaak Altmann                                     | Landschaftsgärtner                                                   | 60    |       |
| 15. Dezember | Jeremias David Reuss                              | deutscher klassischer Philologe                                      | 87    |       |
| 21. Dezember | James De Wolf                                     | US-amerikanischer Politiker                                          | 73    |       |
| 22. Dezember | Lino Gallardo                                     | venezolanischer Komponist und Dirigent                               |       |       |
| 23. Dezember | Ludwig Friedrich von Stockmayer                   | württembergischer Generalleutnant und Gouverneur von Stuttgart       | 58    |       |
| 24. Dezember | David E. Jackson                                  | US-amerikanischer Trapper, Entdecker, Pelzhändler                    |       |       |
| 24. Dezember | Johann Christian Stark der Jüngere                | deutscher Mediziner                                                  | 68    |       |
| 25. Dezember | Giuseppe Boldù                                    | italienischer Politiker, Bürgermeister von Venedig                   |       |       |
| 25. Dezember | Alexandre Balthazar Laurent Grimod de la Reynière | französischer Jurist, Gastrosoph und Literat                         | 79    |       |
| 25. Dezember | Karl Friedrich Reinhard                           | Diplomat, Staatsmann und Schriftsteller                              | 76    |       |
| 26. Dezember | Martinus van Marum                                | niederländischer Wissenschaftler                                     | 87    |       |
| 27. Dezember | Giuseppe De Cristoforis                           | italienischer Naturforscher                                          | 34    |       |
| 28. Dezember | Gaspare del Bufalo                                | Gründer der Kongregation der Missionare vom Kostbaren Blut           | 51    |       |
| 28. Dezember | Christian Gottfried Ewerbeck                      | deutscher Philosoph und Mathematiker                                 | 76    |       |
| 28. Dezember | Klaas Reimer                                      | mennonitischer Prediger                                              | 67    |       |
| 31. Dezember | Lorenz Schmid                                     | deutscher Jurist und Kommunalpolitiker, Bürgermeister von Ingolstadt | 50    |       |
| Dezember     | Louis-Sébastien Lenormand                         | Physiker                                                             | 80    |       |

## Datum unbekannt
| Tag | Name                  | Beruf, bekannt als                                       | Alter | Beleg |
| --- | --------------------- | -------------------------------------------------------- | ----- | ----- |
|     | Al-Kanemi             | muslimischer Gelehrter und Feldherr vom Volk der Kanembu |       |       |
|     | Domenico Bagutti      | Stuckateur und Architekt                                 |       |       |
|     | Christian Bavier      | Schweizer reformierter Theologe                          |       |       |
|     | Leopold Custodis      | Oberbürgermeister von Düsseldorf 1824                    |       |       |
|     | Mary Dixon Kies       | US-amerikanische Erfinderin                              |       |       |
|     | John Edwards          | US-amerikanischer Politiker                              |       |       |
|     | Joseph Egg            | Büchsenmacher, Erfinder                                  |       |       |
|     | Ludwig Leonhard Finke | deutscher Mediziner und Hochschullehrer                  |       |       |
|     | Karl Guilleaume       | deutscher Unternehmer                                    |       |       |
|     | Joseph Gusikow        | Xylophonist                                              |       |       |
|     | Nikolaus Heideloff    | deutscher Kupferstecher                                  |       |       |
|     | Joseph Heigel         | deutscher Miniaturmaler und Lithograph                   |       |       |
|     | Karl Christian Heller | Pfarrer, Bibliothekar und Chronist der Stadt Wolgast     |       |       |
|     | Jeremias Lorza        | reformierter Pfarrer und Schulreformer                   |       |       |
|     | Geraldo Macioti       | italienischer Geistlicher und Weihbischof in Velletri    |       |       |
|     | Leandro Marconi       | italienischer Architekt und Maler                        |       |       |
|     | Antoni Milwid         | polnischer Komponist                                     |       |       |
|     | Gregorio Muccioli     | italienischer Kurienbischof                              |       |       |
|     | Mariano Prado Baca    | Supremo Director der Provinz El Salvador                 |       |       |
|     | Franz Xaver Reiner    | deutscher Pädiater                                       |       |       |
|     | Mary Robinson         | englische Ehefrau eines Adligen                          |       |       |
|     | Franz Joseph Scheven  | preußischer Landrat                                      |       |       |
|     | Sengai                | japanischer buddhistischer Mönch                         |       |       |
|     | Tshülthrim Gyatsho    | zehnter Dalai Lama                                       |       |       |
|     | ǂAriseb               | Nama-Kaptein                                             |       |       |